# Sven Stockrahm
Sven Stockrahm (geboren 1983 in Bremen) ist ein deutscher Wissenschaftsjournalist. Nach seinem Studium in Bremen und Dortmund ist er seit 2009 Redakteur für Zeit Online. Seit April 2021 ist er Leiter des Ressorts Wissen und Herausgeber Gesundheit und Digital.

## Leben
Von März bis August 2015 leitete Stockrahm kommissarisch das Ressort Wissen/Digital/Studium. 2015 war er mit seinem im Team entstandenen Dossier „Wer darf Leben?“ zum Down-Syndrom für den Grimme Online Award nominiert. 2012 wurde seine Berichterstattung zum Tsunami und der Nuklearkatastrophe von Fukushima als „herausragende Leistung“ mit dem Axel-Springer-Preis ausgezeichnet.
Im Podcast „Ist das normal?“ diskutiert er mit der Sexualtherapeutin Melanie Büttner und Gästen über Sexualität, Partnerschaft und Beziehungen. Gemeinsam mit der Wissenschaftsjournalistin und ehemaligen Mitpodcasterin Alina Schadwinkel haben sie 2020 auch ein Buch dazu veröffentlicht.